# Jean and the Calico Doll
Jean and the Calico Doll és una pel·lícula muda de la VItagraph dirigida per Laurence Trimble i protagonitzada per Jean, el seu gos. Es tracta de la primera vegada que Jean, “el gos de la Vitagraph” i propietat de Trimble, apareix en una pel·lícula, iniciant-ne una sèrie amb ell com a protagonista durant aquell 1910. Es va estrenar el 30 d’agost de 1910.

## Argument
El senyor Doyle rep a casa seva un visitant que li paga una gran quantitat de diners en efectiu. Els fills de Doyle són allà durant la visita: el fill assegut a la finestra i la filla petita jugant a terra amb el seu collie, Jean. Els diners queden sobre la taula mentre Doyle acomiada el seu visitant i el fill també surt de l'habitació. La noia en veure els diners creu que són papers amb els que pot jugar. Treu el farcell al jardí, el posa en un bressol amb la seva nina de calicó i amb un o dos bitllets retalla nines noves.
En tornar, Doyle s'alarma al trobar a faltar els diners. La seva dona li diu que no en sap res i ell acusa el fill d’haver-los robat. Profundament ofès, el fill marxa de casa. Poc després la filla petita entra per ensenyar a la seva mare els ninots de paper que ha fet. Jean la segueix portant el munt de diners que la nena ha deixat caure. La mare avisa el marit i la petita li explica que pensava que el paper era una cosa amb la qual podia jugar, i se sent profundament dolguda perquè el seu germà hagi marxat.
La nena surt amb la seva nina de calicó a buscar el seu germà seguida de Jean. Vagant pels boscos, la nena cau per un terraplè costerut, es lesiona el turmell i queda inconscient. Incapaç de despertar-la, Jean corre cap a casa per avisar els pares, però és incapaç de fer-los entendre el que està passant. Jean torna enrere i recupera la nina de calicó com a prova que la nena està en perill. Mentrestant, el germà, enyorant la noia ha tornat a casa per trobar
els seus pares angoixats. Quan veu en Jean amb la nina calicó, segueix el gos fins al lloc de l'accident i rescata la nena.

## Repartiment
- Jean (el gos)
- Helen Hayes (la filla petita)
- Maurice Costello
- Florence Turner